# インターコム
株式会社インターコム（英: Intercom, Inc.）は、東京都千代田区に本社を置き、通信ソフトなどの開発・販売を手掛けるISV（独立系ソフトウェア会社）である。

## 主な事業
- ホスト端末エミュレータ
- EDI[1]
- パソコンFAX
- リモートコントロール
- 情報セキュリティ
- PCユーティリティ

## 沿革
- 1982年6月 - 株式会社インターコムを設立
- 1983年5月 - 総販売代理店 株式会社インターソフトを設立
- 1991年4月 - PC-LANシステムインテグレータ 株式会社インテスを設立
- 2001年9月 - インターコムグループ（インターコム、インターソフト、インテス）を株式会社インターコムに合併
- 2016年
  - 6月 - 100%子会社である株式会社インターコムR＆Dセンターを設立
  - 12月 - 中部営業所を開設
- 2019年12月 - 九州オフィスを開設
- 2020年2月 - 東北オフィスを開設
- 2021年
  - 2月 - 株式会社インターコムR＆Dセンターを新社屋に移転